# Paul Samwell-Smith
Paul Smith (Richmond, Surrey, Inglaterra, 8 de mayo de 1943) es un músico y productor discográfico del Reino Unido. Fue uno de los fundadores de la banda de Blues rock The Yardbirds.
En 1962 formó la banda junto a Keith Relf, Anthony Topham, Chris Dreja, y Jim McCarty. Tocó el bajo durante los primeros años del grupo, y vio la llegada de los virtuosos guitarristas Eric Clapton y Jeff Beck. También aportó con su voz en canciones como "Good Morning Little School Girl", "For Your Love", "Heart Full of Soul", "Evil Hearted You", y otras.
Durante el año 1966 decide partir de The Yardbirds debido a su cansancio por las giras y conflictos con Reif, siendo reemplazado por Jimmy Page. Su instrumento distintivo -un Epiphone Rivoli-, pasó por las manos de su sucesor directo y además por la de Chris Dreja, quien más tarde tomó el puesto de bajista, cediéndole la guitarra a Page. 
Posteriormente se dedica a la producción musical, algo que ya hacía desde su época en la banda. Entre otros artistas con que trabajó se destacan Cat Stevens, Jethro Tull, Carly Simon, Renaissance, Murray Head, Chris de Burgh, Beverley Craven, Illusion y Claire Hamill. Además, fue el productor de la banda sonora de la película Harold and Maude de 1971, que tuvo canciones compuestas por Cat Stevens.
El año 1992 entró al Rock and Roll Hall of Fame junto a The Yardbirds.